# Dominique Picard
Dominique Brigitte Picard (3 de março de 1952) é uma matemática francesa , professora do Laboratoire de Probabilités et Modèles Aléatoires da Universidade Paris VII. Pesquisa sobre aplicações estatísticas de wavelets.
É coautora com Valentine Genon-Catalot do livro Elements de Statistique Asymptotique (Springer, 1993).
Foi palestrante convidada do Congresso Internacional de Matemáticos em Madrid (2006: Estimation in inverse problems and second-generation wavelets, com Gérard Kerkyacharian).